# Kinh tế Lào
Kinh tế Lào là một nền kinh tế thị trường định hướng xã hội chủ nghĩa đang phát triển nhanh, khi quốc gia này bắt đầu giảm dần quản lý nhà nước và khuyến khích thành phần kinh tế tư nhân vào năm 1986. Lào đã mở một sở giao dịch chứng khoán vào năm 2011, đồng thời có vai trò như một nhà cung cấp thủy điện cho các quốc gia láng giềng như Việt Nam, Trung Quốc, Thái Lan. Mặc dù vậy, là một quốc gia không giáp biển, lại có cơ sở hạ tầng chưa hoàn thiện và phần lớn lực lượng lao động thiếu kỹ năng. Lào hiện nay vẫn đang là một trong những nước nghèo nhất tại khu vực Đông Nam Á nói riêng và là một trong những nước kém phát triển nhất trên thế giới nói chung. Thu nhập bình quân đầu người vào năm 2009 của Lào ước tính khoảng 2700 USD theo sức mua tương đương. Tiết kiệm nội địa thấp khiến Lào phải phụ thuộc nặng nề vào viện trợ nước ngoài và vay ưu đãi để lấy nguồn đầu tư cho phát triển đất nước. Ví dụ, vào năm 1999, viện trợ và vay nợ nước ngoài được cho là chiếm trên 20% GDP và hơn 75% đầu tư công.

## Lịch sử
Sau khi lên nắm quyền năm 1975, chính quyền cộng sản đã áp dụng một hệ thống kinh tế kế hoạch theo kiểu Liên Xô, thay thế các thành phần tư nhân bằng các hợp tác xã và doanh nghiệp nhà nước, tập trung hóa đầu tư, sản xuất, thương mại và định giá và hạn chế thương mại trong nước với nước ngoài.
Sau một thời gian, chính quyền Lào nhận thấy các chính sách kinh tế này đang kìm hãm thay vì kích thích sự tăng trưởng và phát triển. Tuy nhiên không có những cải cách lớn nào diễn ra cho đến năm 1986 khi chính phủ tuyên bố về "cơ chế kinh tế mới" của mình.

#### 2022
Theo The Diplomat , năm 2022, lạm phát đã lên tới 12,8% trong tháng 5, mức cao nhất trong 18 năm và là một trong những mức cao nhất ở châu Á. Đồng nội tệ, kip, đã giảm giá trị. Vào thời điểm này năm ngoái, khoảng 9.400 kip mua một đô la Mỹ. Ngày nay, nó được giao dịch với giá gần 15.000. Phần lớn đất nước đã phải đối mặt với tình trạng thiếu xăng dầu trong nhiều tháng. Tiền lương đang trì trệ. Ngân hàng Thế giới tính toán rằng chưa có đợt tăng lương tối thiểu nào kể từ năm 2018. Mức tăng trưởng có thể sẽ vào khoảng 3,8% trong năm nay, mặc dù điều đó phụ thuộc rất nhiều vào cách chính phủ giải quyết vấn đề nghiêm trọng nhất: nợ. Moody’s Investors Service đã cảnh báo rằng Lào đang ở trên “bờ vực vỡ nợ” khi cơ quan này đã hạ xếp hạng tín dụng của Lào một lần nữa vào ngày 14 tháng 6 xuống Caa3.

## Nông nghiệp
Nông nghiệp, chủ yếu là trồng lúa, đang chi phối nền kinh tế. Ngành này sử dụng khoảng 85% dân số và đóng góp khoảng 51% GDP. Sản phẩm nông nghiệp bao gồm khoai tây, rau xanh, cà phê, đường mía, thuốc lá, ngô, vải, chè, lạc, gạo, trâu, lợn, gia súc, gia cầm.
Một số ngành xuất khẩu giá trị cao của nông nghiệp như: cao su, gỗ còn bấp bênh, phụ thuộc nhiều vào thị trường Trung Quốc. Nông nghiệp hiện đang có kế hoạch tăng trưởng xanh, bền vững hơn.

## Công nghiệp
Công nghiệp được đầu tư phát triển nhưng chưa mang tính sâu rộng. Các ngành công nghiệp chủ yếu là khai khoáng, chế biến nông, lâm sản, thủy điện và vật liệu xây dựng. Các ngành công nghiệp mang tính chuyên hóa về kĩ thuật như cơ khí chế tạo, điện tử gia dụng, viễn thông,... còn phát triển chậm phụ thuộc vào đầu tư nước ngoài. Tuy nhiên, các ngành công nghiệp khai khoáng, chế biến lâm sản phát triển thiếu bền vững gặp nhiều khó khăn do trình độ lao động, cơ sở hạ tầng kĩ thuật chưa phát triển cao. Thủy điện đang được đầu tư phát triển ở Lào để phục vụ cho phát triển đất nước và xuất khẩu điện sang các nước xung quanh như: Trung Quốc, Thái Lan, Việt Nam. Chế biến nông, lâm sản đang làm tăng giá trị sản phẩm xuất khẩu.

## Du lịch
Du lịch là ngành kinh tế phát triển nhanh nhất và đóng vai trò quan trọng trong nền kinh tế Lào. Chính phủ đã mở cửa đất nước vào những năm 1990 và đến nay Lào đã trở thành một điểm đến ưa thích của du khách quốc tế.

## Thương mại và giao thông vận tải

### Thương mại
Lào là nước không giáp biển, thương mại chủ yếu diễn ra với các nước làng giềng đặc biệt là với Trung Quốc, Việt Nam, Thái Lan. Lào chủ yếu xuất khẩu các mặt hàng nông nghiệp, khoáng sản và điện và nhập khẩu máy móc, linh kiện, phương tiện giao thông, nhiên liệu. Lào tham gia các hiệp định thương mại để mở rộng xuất khẩu thông qua các đường cửa khẩu ra cảng biển ở các nước xung quanh và qua đường hàng không.

### Giao thông vận tải
Lào đã hoàn thành việc phát triển các tuyến đường quốc lộ liên tỉnh và sang các nước. Các tuyến đường bộ các huyện xã hiện đang được định hình và nâng cấp, các đô thi có mạng lưới giao thông đa dạng và phát triển hơn cả. Hiện các nguồn vốn nước ngoài đang được sử dụng phần lớn cho cơ sở hạ tầng giao thông vận tải, tiêu biểu là các tuyến đường sắt, đường bộ xuyên quốc gia.